# ریشه قرمز
ریشه قرمز (انگلیسی: The Red Awn) یک فیلم چینی به کارگردانی چای شانگ جون است که در سال ۲۰۰۷ منتشر شد. این فیلم جایزه اسکندر طلایی را در جشنواره بین‌المللی فیلم تسالونیکی به دست آورده است.

## داستان
فیلم داستان یک پدر و پسرش را در استان گانسو داخلی چین روایت می‌کند.